# Bolyai János Matematikai Társulat
Bolyai János Matematikai Társulat (BJMT, deutsch János Bolyai Mathematische Gesellschaft) ist die nach János Bolyai benannte, ungarische mathematische Gesellschaft. Sie wurde 1947 in Szeged gegründet und siedelte 1949 mit ihrer Zentrale nach Budapest über. Sie hatte im Jahr 2006 ungefähr 2500 Mitglieder.
Seit 1956 ist die BJMT Mitglied der IMU. Sie organisiert mit der Ungarischen Akademie der Wissenschaften (MTA) die ungarischen nationalen Mathematikkongresse, zuerst 1950. Außerdem organisiert sie Spezialkongresse (wie 1952 zum Gedenken an János Bolyai) und jährliche Konferenzen zu speziellen mathematischen Themen. Sie veröffentlicht die Kongressberichte dazu, Monographien und Vorlesungen und gibt zwei englischsprachige Zeitschriften heraus (Periodica Mathematica Hungarica seit 1971 und Combinatorica seit 1981) sowie mehrere ungarische Zeitschriften: Mathematisches Journal (Matematikai Lapok, seit 1950), Középiskolai Matematikai Lapok (Mathematisches Journal für Gymnasien), beide wurden schon von der Vorgängerorganisation herausgegeben. Weiter gibt sie das Journal für Angewandte Mathematik (Alkalmazott Matematikai Lapok) und Abacus (für Schüler) heraus und von 1953 bis 1990 eine Mathematikunterricht-Zeitschrift (A Matematika Tanítása).
Die Gesellschaft ist Nachfolgerin der 1891 gegründeten Mathematischen und Physikalischen Gesellschaft (MFT, Matematikai és Fisikai Társulat, ab 1921 Lórand Eötvös Mathematische und Physikalische Gesellschaft, ELMFT). Diese entstand auf Initiative von Loránd Eötvös aus einem regelmäßigen Treffen von Physikern und Mathematikern von den beiden damals existierenden ungarischen Universitäten, der Technischen Universität Budapest und der Universität in Kolozsvár (heute Cluj-Napoca in Rumänien).
Erster Präsident war Eötvös, Vizepräsident Gyula König. Die Mitgliederzahl betrug 1891 etwa 400 und es wurde ein Mathematisches und Physikalisches Journal herausgegeben (Matematikai és Fizikai Lapok), zuerst von Gusztáv Rados (dem ersten Sekretär der Gesellschaft), ab 1914 von Lipót Fejér und ab 1932 von Dénes König. Außerdem organisierte die Gesellschaft ab 1894 einen Mathematik- und Physikwettbewerb für Gymnasiasten, später Lorand Eötvös Wettbewerb genannt. Weitere Wettbewerbe kamen hinzu, der József-Kürschák-Wettbewerb für Gymnasiasten, ab 1949 der Miklós-Schweitzer-Wettbewerb für Studenten, und 1985 bis 1999 der Tamas-Varga-Wettbewerb für Studenten. Bei der Neugründung 1947 waren Frigyes Riesz, Gyula Szőkefalvi-Nagy und Lipot Fejer Ehrenpräsidenten.
Ab 1918 wurde in Andenken an Gyula König der König-Preis an junge Mathematiker verliehen. Weitere Preise sind:
- der Manó-Beke-Preis, der seit 1950 jährlich an bis zu sieben Personen für Mathematikpädagogik verliehen wird,
- der Géza-Grünwald-Preis, der seit 1953 jährlich an bis zu vier junge Wissenschaftler verliehen wird,
- die Tibor-Szele-Medaille, die seit 1970 jährlich an schulbildende Mathematiker verliehen wird,
- der Kató-Rényi-Preis (benannt nach der 1969 verstorbenen Mathematikerin, Ehefrau von Alfréd Rényi), der seit 1973 an bis zu acht Studenten jährlich verliehen wird,
- der Gyula-Farkas-Preis, der seit 1973 jährlich an junge Wissenschaftler verliehen wird
- Preis der Patai-Gesellschaft, der seit 1986 jährlich an junge Wissenschaftler vergeben wird.

Präsidenten der Gesellschaft waren  László Rédei (1947 bis 1949), György Alexits (1949–1963), György Hajós (1963–1972), László Fejes Tóth (1971–1975), Pál Turán (1975/76), János Surányi (1976–1980), Ákos Császár (1980–1990), András Hajnal (1990–1996), Imre Csiszár (1996–2006), Gyula O. H. Katona (2006–2018). Zurzeit (2018) ist Péter Pál Pálfy Präsident.

## Verweise
1. ↑  Problemsammlungen aus diesen Wettbewerben wurden auch als Bücher veröffentlicht, der erste Band (Herausgeber József Kürschák) auch in englischer Übersetzung 1953
2. ↑  Die Probleme sind ebenfalls als Buch erschienen. Benannt wurde der Wettbewerb nach einem Studenten, der im Holocaust umkam